# Baronne Nathaniel de Rothschild
'Baronne Nathaniel de Rothschild' est un cultivar de rosier obtenu en 1881 par  le rosiériste lyonnais Pernet père et mis au commerce par lui en 1884. Il rend hommage à la baronne Nathaniel de Rothschild, née Charlotte de Rothschild (1825-1899), richissime figure mondaine de l'époque.

## Description

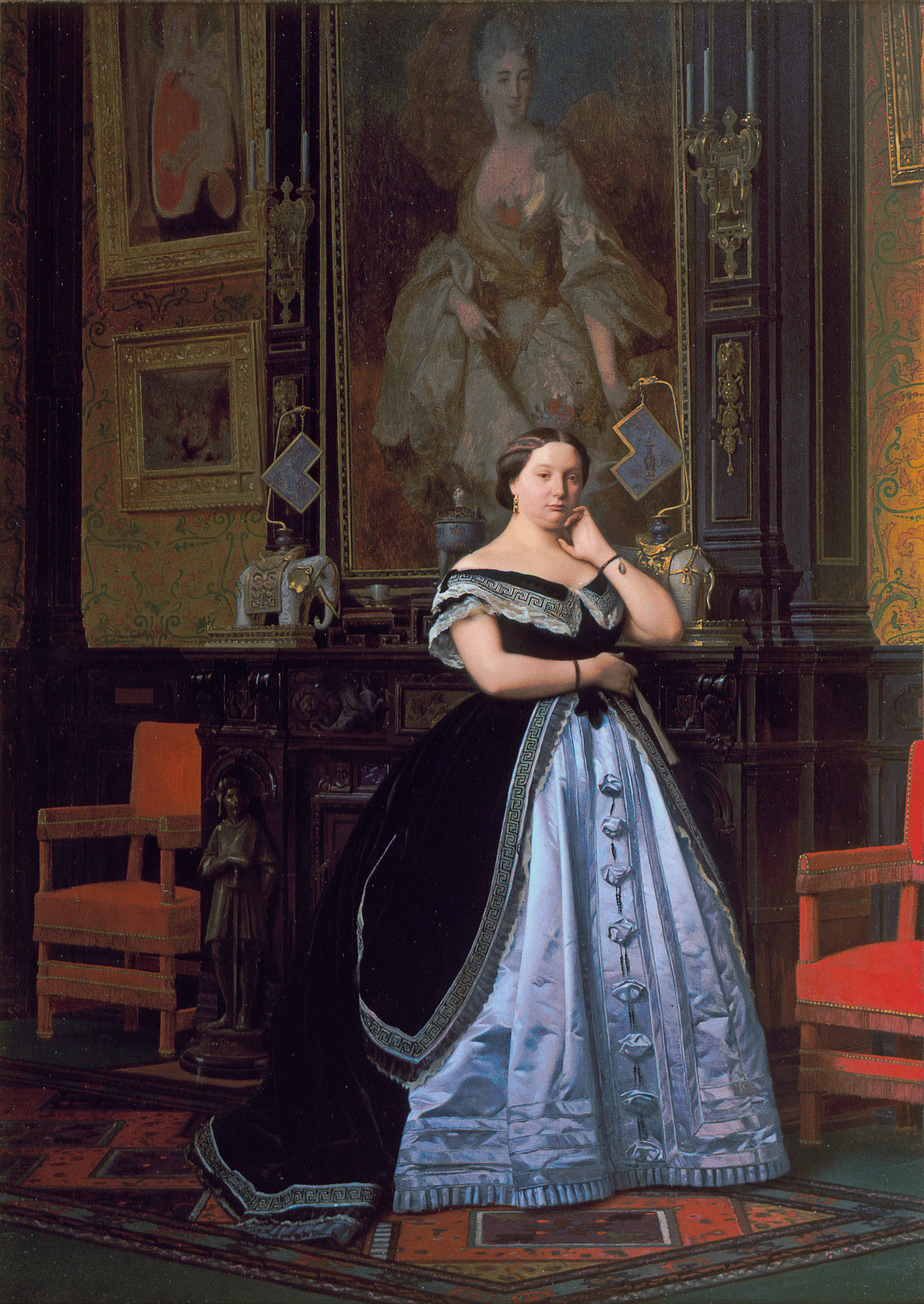
Portrait de la baronne N. de Rothschild (1866) par Gérôme, musée d'Orsay.

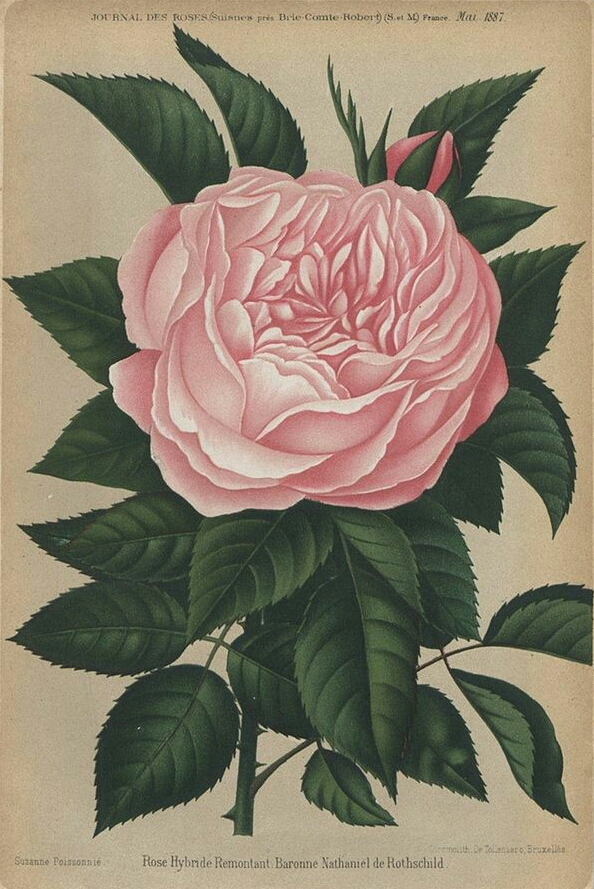
'Baronne Nathaniel de Rothschild', in Journal des roses, mai 1887.

Le buisson vigoureux de cet hybride remontant, à rameaux droits et au feuillage dense et vert foncé, peut s'élever à 150 cm, pour une largeur de 90 cm. Il présente de grosses fleurs semi-doubles ou doubles et globulaires. Leur coloris est rose pâle avec des nuances argentées. Elles sont bien parfumées et fleurissent en solitaires sur des pédoncules fermes. La floraison est légèrement remontante.
Cette variété tolère des températures hivernales à -15 °C et se plaît aussi sous le climat méditerranéen. Elle est encore commercialisée dans quelques catalogues internationaux pour la délicatesse de son coloris et la suavité de son parfum, et présente dans de grandes roseraies publiques du monde, comme à la roseraie de L'Haÿ-les-Roses, près de Paris.
Elle est issue d'un croisement 'Baronne Adolphe de Rothschild' (Pernet, 1868) × 'Souvenir de la Reine d'Angleterre' (Cochet, 1855).